# Беляускас, Альфонсас
Альфонсас Беляускас (лит. Alfonsas Bieliauskas; 5 октября 1923, деревня Неверонис, близ Каунаса, Литва — 22 января 2018, Вильнюс, Литва) — литовский писатель. Народный писатель Литовской ССР (1983).

## Биография
Участвовал в подпольном комсомольском движении в Литве в 1939—1940 годах. Во время Великой Отечественной войны служил в 16-й стрелковой дивизии Красной армии. С 1954 года редактировал журнал «Швитурис» («Маяк»). В его романах выражен духовный опыт поколения, возмужавшего в годы войны и в послевоенный период, а также остро ставятся вопросы чистоты и принципиальности морали. Член КПСС с 1944 года. В 1951 году окончил Историко-филологический факультет Вильнюсского университета.

## Сочинения
- Darbo gatvė. — Vilnius, 1956.
- Rožės žydi raudonai. — Vilnius, 1959 (издание на русском — «Цветут розы алые», Вильнюс, Издательство художественной литературы Литовской ССР, 1960)
- Mes dar susitiksim, Vilma! — Vilnius, 1962 (издание на русском — «Мы ещё встретимся, Вильма!», 1965)
- Kauno romanas. — Vilnius, 1966 (издания на русском — «Советский писатель», 1967 и «Известия», 1968)
- Она любила Паулиса (1976, издание на русском — «Советский писатель», 1979)
- Тогда, в дождь (1977, издание на русском — «Советский писатель», 1983, в переводе Далии Кыйв — «Известия», 1985, вышла в составе библиотеки журнала «Дружба народов»)
- Спокойные времена (1981, издание на русском — «Советский писатель», 1984)
- Вильнюсские горки (1986)

В 1986 году вильнюсским издательством «Вага» выпущен пятитомник сочинений писателя на русском языке.

## Экранизации
художественный фильм "Парень с Рабочей улицы" / Vaikinas iš Darbo gatvės (Литовская киностудия, 1977)

## Награды
- 1959 — Государственная премия Литовской ССР за роман «Цветут розы алые»
- 1962 — Орден «Знак Почёта»
- 1965 — Заслуженный деятель искусств Литовской ССР
- 1973 — Орден «Знак Почёта»
- 1983 — Народный писатель Литовской ССР